# NGC 6866
NGC 6866 је расејано звездано јато у сазвежђу Лабуд које се налази на NGC листи објеката дубоког неба.
Деклинација објекта је + 44° 9' 33" а ректасцензија 20h 3m 55,1s. Привидна величина (магнитуда) објекта NGC 6866 износи 7,6 а фотографска магнитуда 8,0. NGC 6866 је још познат и под ознакама OCL 183.